# Xolmis velatus
La monjita groppabianca (Xolmis velatus (Lichtenstein, 1823)) è un uccello passeriforme della famiglia Tyrannidae.

## Distribuzione e habitat
Si trova in Bolivia, Brasile e Paraguay.
Il suo habitat naturale è la savana secca e i terreni da pascolo.